# デビッド・ハフ
デビッド・グレゴリー・ハフ（David Gregory Huff, 1984年8月22日 - ）は、アメリカ合衆国カリフォルニア州サンディエゴ出身のプロ野球選手（投手）。左投両打。メキシカンリーグのユカタン・ライオンズ所属。
NPBでの表記はデーブ・ハフ。

## 経歴

### プロ入り前
2003年にMLBドラフト31巡目（全体930位）でアナハイム・エンゼルスから指名されたが、契約せずにサイプレス大学に進学した。
2005年にMLBドラフト19巡目（全体577位）でフィラデルフィア・フィリーズから指名されたが、契約せずにカリフォルニア大学アーバイン校に編入した。その後、カリフォルニア大学ロサンゼルス校（UCLA）に移籍。

### インディアンス時代

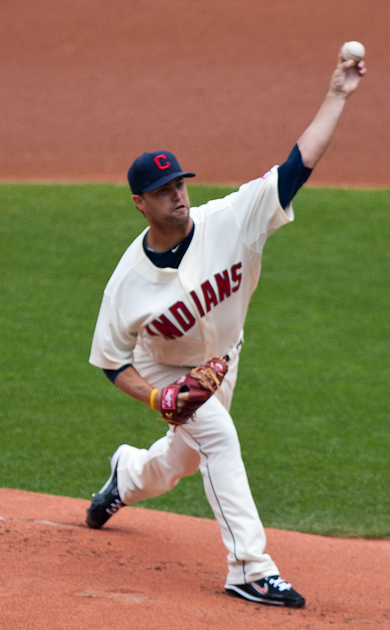
クリーブランド・インディアンス時代
(2010年6月13日)

2006年にはMLBドラフト1巡目追補（全体39位）でクリーブランド・インディアンスから指名されると、ようやくプロ入りした。
2008年にAA級アクロン・エアロズとAAA級コロンバス・クリッパーズで合計11勝5敗・防御率2.52を記録し、インディアンスの最優秀マイナー投手に選ばれた。
2009年5月17日のタンパベイ・レイズ戦でメジャーデビュー。シーズン終了までに23試合に先発し、11勝（8敗）を記録したが防御率5.62が示すように投球内容は不安定だった。
2010年は2勝11敗と大きく負け越し、後半戦はAAA級コロンバスへ降格を余儀なくされた。
2011年もAAA級コロンバスにいた期間が長かったが、後半戦に昇格して10試合に先発した。
2012年はジーンマー・ゴメスらと先発5番手の座を争う予定だったが、6試合の登板にとどまった。
2013年5月24日にDFAとなった。

### ヤンキース時代

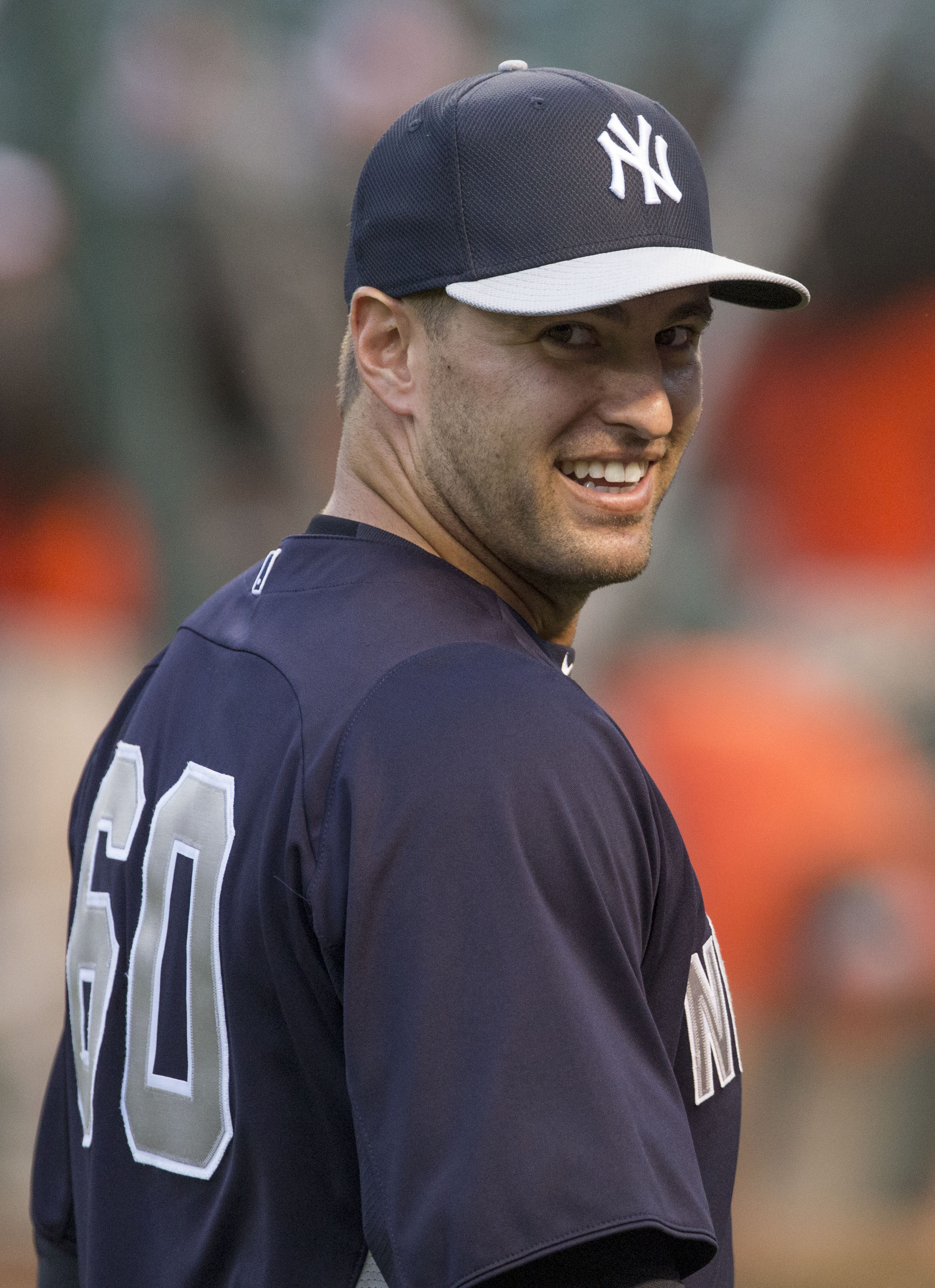
ニューヨーク・ヤンキース時代（2013年9月9日）

2013年5月26日にニューヨーク・ヤンキースへ移籍し、同日のレイズ戦に中継ぎとして登板した。5月28日にジョバ・チェンバレンが故障者リストから復帰したためDFAとなった。8月15日に再びヤンキースとメジャー契約を結んだ。
2014年1月22日に田中将大の加入に伴い、DFAとなった。

### ジャイアンツ時代
2014年1月24日にサンフランシスコ・ジャイアンツへトレードされた。開幕ロースター入りし、開幕後は8試合に登板したが、4月22日に左大腿四頭筋の故障で15日間の故障者リスト入りとなる。5月12日に復帰した後は8試合に登板したが、計13回で12失点と結果を残せず、6月6日にDFAとなった。

### ヤンキース復帰
2014年6月11日に金銭トレードで、ヤンキースに復帰した。ヤンキース移籍後は、30試合の登板で防御率1.85と活躍した。シーズン全体では、自己最多となる46試合に登板。先発登板がないのはメジャーデビュー以来初めてだった。オフの12月2日にノンテンダーFAとなった。

### ドジャース時代
2015年1月9日にロサンゼルス・ドジャースとマイナー契約を結んだ。4月14日にメジャー契約を結ぶと、6月1日にアクティブ・ロースター入りしたが、6月3日にDFAとなり、6月6日にマイナー契約に切り替えてAAA級オクラホマシティ・ドジャースに配属された。6月30日に2015年パンアメリカン競技大会の男子野球アメリカ合衆国代表に選出されたことが発表され代表入りしている。同大会では決勝のカナダ戦でサヨナラ負けし、準優勝で銀メダルを獲得した。

### ロイヤルズ傘下時代
2016年1月19日にカンザスシティ・ロイヤルズとマイナー契約を結び、スプリングトレーニングに参加したがメジャー昇格はならず、4月5日にAAA級オマハ・ストームチェイサーズに配属され、5月16日にFAとなった。

### エンゼルス時代
2016年5月18日にロサンゼルス・エンゼルスとマイナー契約を結び、AAA級ソルトレイク・ビーズに配属された。6月7日にメジャー契約を結んでアクティブ・ロースター入りした。6月13日にDFAとなり、16日に40人枠を外れる形でAAA級ソルトレイクに配属された。7月13日にFAとなった。

### LGツインズ時代
2016年7月14日に不振により退団したスコット・コープランドの代役としてKBOリーグのLGツインズと契約した。同年LGでは7勝を記録。
2017年は故障により一軍初登板が5月にずれこむなど離脱した期間が長く6勝にとどまった。LGは2018年の再契約を望み2017年11月30日発表の保留選手名簿に記載したが、契約交渉が決裂し退団となった。

### ヤクルト時代
2017年12月21日に東京ヤクルトスワローズと契約した。
2018年4月4日の広島東洋カープ戦（明治神宮野球場）でNPB初登板・初先発するも、6回に3本塁打を打たれるなど6回途中5失点。5月15日の巨人戦（鹿児島）で、7試合目にしてNPB初勝利も、走者を背負っては打たれる投球を繰り返したり、打線の援護がなく降板という投球が続き、7月22日の中日戦（神宮）を最後に先発ローテーションを外れる。8月7日の再昇格後は、中継ぎとして登板。2勝7ホールドを挙げてシーズン終盤のブルペンを支えた。中継ぎに回って以降は一定の活躍をしたこともあり12月25日、1年契約で残留した。
2019年はリリーフで開幕を迎える。シーズン終盤は打ち込まれる試合もあり登録抹消もあったが、一時は抑えも務めるなどほぼシーズン通じて一軍で活躍した。最終的にリーグ3位タイの68試合に登板し、27HP、3セーブを挙げた。12月2日に公示された保留選手名簿から外れ自由契約となった。

### ヤクルト退団後
2020年1月8日にアリゾナ・ダイヤモンドバックスと契約を結んだ。5月28日にリリースされた。その後は一時的に結成された独立リーグであるコンステレーション・エナジー・リーグのシュガーランド・ライトニングスロースでプレーした。
2021年5月13日にシアトル・マリナーズとマイナー契約を結んだ。8月12日に自由契約となった。
2022年4月20日にメキシカンリーグのメキシコシティ・レッドデビルズと契約した。オアハカ・ウォーリアーズに貸与されたのち、2023年5月14日にサルティーヨ・サラペメーカーズと契約を結んだ。
2024年7月4日に、ユカタン・ライオンズへ移籍した。

## 選手としての特徴・人物
オーバースローから、最速96.2mph（約155km/h）、平均91mph（約146km/h）のフォーシーム、平均83mph（約134km/h）のチェンジアップを中心に、平均89mph（約143km/h）のカットボール、平均82mph（約132km/h）のスライダー、平均78mph（約126km/h）のカーブを持ち球としている。
また、2014年まではツーシームを加えた3球種を中心とし、打たせる投球スタイルを重視していたため、MLB通算奪三振率が5.35と低い。また、MLB通算ゴロ/フライ比率（GB/FB）は0.65と平均を大きく下回っており、打たせた打球はフライになることのが圧倒的に多かった。しかし、ツーシームを投げなくなった2015年以降はGB/FBが1.00以上を記録しており、ゴロのが多くなっている。
2015年からプレー時には眼鏡を着用している。
登録上は珍しい左投両打だが、ヤクルト加入後は左投手が相手でも、右打席に立つことはほとんどない。

### 雨男
2018年ヤクルト加入後、登板予定の試合が雨で中止になる、試合開始時間が遅れることが度重なり球団から「Rain man（雨男）」Tシャツが売り出されることになった。
- 2018年3月21日 - 神宮球場で登板予定だった巨人とのオープン戦が雨天中止。東京ドームに移動し、試合形式の合同練習に登板[30]。
- 2018年4月24日 - 松山で先発予定だった阪神戦が雨天中止。翌日にスライド登板した[31]。
- 2018年5月23日 - 甲子園球場で先発予定だった阪神戦が雨天中止。翌日にスライド登板した[32]。
- 2018年5月30日 - 先発予定だった神宮球場での交流戦・ロッテ戦、雨で試合開始時間が50分遅れる[33]。
- 2018年6月6日 - 先発予定だった神宮球場での交流戦・ソフトバンク戦が雨天中止[34]。

## 詳細情報

### 年度別投手成績
| 年 度    | 球 団    | 登 板 | 先 発 | 完 投 | 完 封 | 無 四 球 | 勝 利 | 敗 戦 | セ 丨 ブ | ホ 丨 ル ド | 勝 率 | 打 者 | 投 球 回 | 被 安 打 | 被 本 塁 打 | 与 四 球 | 敬 遠 | 与 死 球 | 奪 三 振 | 暴 投 | ボ 丨 ク | 失 点 | 自 責 点 | 防 御 率 | W H I P |
| -------- | -------- | ----- | ----- | ----- | ----- | -------- | ----- | ----- | -------- | ----------- | ----- | ----- | -------- | -------- | ----------- | -------- | ----- | -------- | -------- | ----- | -------- | ----- | -------- | -------- | ------- |
| 2009     | CLE      | 23    | 23    | 0     | 0     | 0        | 11    | 8     | 0        | 0           | .579  | 574   | 128.1    | 159      | 16          | 41       | 1     | 1        | 65       | 1     | 0        | 82    | 80       | 5.61     | 1.56    |
| 2010     | CLE      | 15    | 15    | 1     | 0     | 0        | 2     | 11    | 0        | 0           | .154  | 369   | 79.2     | 101      | 14          | 34       | 1     | 3        | 37       | 2     | 0        | 61    | 55       | 6.21     | 1.69    |
| 2011     | CLE      | 11    | 10    | 0     | 0     | 0        | 2     | 6     | 0        | 0           | .250  | 227   | 50.2     | 55       | 6           | 17       | 1     | 0        | 36       | 4     | 0        | 35    | 23       | 4.09     | 1.42    |
| 2012     | CLE      | 6     | 4     | 0     | 0     | 0        | 3     | 1     | 0        | 0           | .750  | 114   | 26.2     | 30       | 5           | 5        | 0     | 1        | 19       | 0     | 0        | 14    | 10       | 3.38     | 1.31    |
| 2013     | CLE      | 3     | 0     | 0     | 0     | 0        | 0     | 0     | 0        | 0           | ----  | 15    | 3.0      | 7        | 0           | 1        | 0     | 0        | 5        | 0     | 0        | 5     | 5        | 15.00    | 2.67    |
| 2013     | NYY      | 11    | 2     | 0     | 0     | 0        | 3     | 1     | 0        | 0           | .750  | 136   | 34.2     | 26       | 7           | 8        | 1     | 1        | 26       | 1     | 0        | 18    | 18       | 4.67     | 0.98    |
| '13計    | NYY      | 14    | 2     | 0     | 0     | 0        | 3     | 1     | 0        | 0           | .750  | 151   | 37.2     | 33       | 7           | 9        | 1     | 1        | 31       | 1     | 0        | 23    | 23       | 5.50     | 1.12    |
| 2014     | SF       | 16    | 0     | 0     | 0     | 0        | 1     | 0     | 0        | 1           | 1.000 | 92    | 20.0     | 27       | 2           | 6        | 0     | 1        | 11       | 0     | 0        | 15    | 14       | 6.30     | 1.65    |
| 2014     | NYY      | 30    | 0     | 0     | 0     | 0        | 3     | 1     | 0        | 3           | .750  | 166   | 39.0     | 34       | 3           | 17       | 2     | 0        | 28       | 1     | 0        | 10    | 8        | 1.85     | 1.31    |
| '14計    | NYY      | 46    | 0     | 0     | 0     | 0        | 4     | 1     | 0        | 4           | .800  | 258   | 59.0     | 61       | 5           | 23       | 2     | 1        | 39       | 1     | 0        | 25    | 22       | 3.36     | 1.42    |
| 2015     | LAD      | 3     | 1     | 0     | 0     | 0        | 0     | 0     | 0        | 0           | ----  | 30    | 6.0      | 11       | 2           | 1        | 1     | 1        | 4        | 0     | 0        | 6     | 6        | 9.00     | 2.00    |
| 2016     | LAA      | 2     | 2     | 0     | 0     | 0        | 0     | 2     | 0        | 0           | .000  | 32    | 5.1      | 13       | 4           | 2        | 0     | 0        | 3        | 0     | 0        | 10    | 7        | 11.81    | 2.81    |
| 2016     | LG       | 13    | 11    | 0     | 0     | 0        | 7     | 2     | 0        | 1           | .778  | 299   | 74.2     | 72       | 2           | 9        | 0     | 1        | 46       | 0     | 0        | 34    | 26       | 3.13     | 1.08    |
| 2017     | LG       | 19    | 17    | 2     | 0     | 1        | 6     | 4     | 0        | 0           | .600  | 490   | 124.2    | 100      | 7           | 14       | 0     | 2        | 98       | 2     | 0        | 37    | 33       | 2.38     | 0.91    |
| 2018     | ヤクルト | 35    | 14    | 0     | 0     | 0        | 3     | 6     | 0        | 7           | .333  | 411   | 94.1     | 105      | 13          | 27       | 2     | 4        | 78       | 0     | 0        | 54    | 51       | 4.87     | 1.40    |
| 2019     | ヤクルト | 68    | 0     | 0     | 0     | 0        | 1     | 5     | 3        | 26          | .167  | 271   | 65.2     | 58       | 6           | 21       | 2     | 1        | 58       | 0     | 0        | 31    | 29       | 3.97     | 1.20    |
| MLB：8年 | MLB：8年 | 120   | 57    | 1     | 0     | 0        | 25    | 30    | 0        | 4           | .455  | 1755  | 393.1    | 463      | 59          | 132      | 6     | 8        | 234      | 9     | 0        | 256   | 226      | 5.17     | 1.51    |
| KBO：2年 | KBO：2年 | 32    | 28    | 2     | 0     | 1        | 13    | 6     | 0        | 1           | .684  | 789   | 199.1    | 172      | 9           | 23       | 0     | 3        | 144      | 2     | 0        | 71    | 59       | 2.66     | 0.98    |
| NPB：2年 | NPB：2年 | 103   | 14    | 0     | 0     | 0        | 4     | 11    | 3        | 33          | .267  | 682   | 160.0    | 163      | 19          | 48       | 4     | 5        | 136      | 0     | 0        | 85    | 80       | 4.50     | 1.32    |

- 2019年度シーズン終了時

### 記録

#### 投手記録
- 初登板・初先発登板：2018年4月4日、対広島東洋カープ2回戦（明治神宮野球場）、5回1/3 5失点で勝敗つかず
- 初奪三振：同上、1回表に田中広輔から空振り三振
- 初勝利・初先発勝利：2018年5月15日、対読売ジャイアンツ7回戦（鹿児島県立鴨池野球場）、8回1失点
- 初ホールド：2018年8月19日、対阪神タイガース16回戦（明治神宮野球場）、1/3回無失点
- 初セーブ：2019年8月13日、対横浜DeNAベイスターズ20回戦（明治神宮野球場）、9回表に7番手で救援登板・完了、1回無失点

### 背番号
- 58（2009年）
- 28（2010年）
- 31（2011年 - 2013年途中）
- 60（2013年途中 - 同年途中）
- 61（2013年途中 - 同年終了）
- 34（2014年 - 同年途中）
- 55（2014年途中 - 同年終了）
- 54（2015年 - 同年途中）
- 32（2016年 - 同年途中）
- 38（2016年7月 - 2017年）
- 45（2018年 - 2019年）

### 代表歴
- 2015年パンアメリカン競技大会男子野球アメリカ合衆国代表